# Lista de canções gravadas por Spice Girls

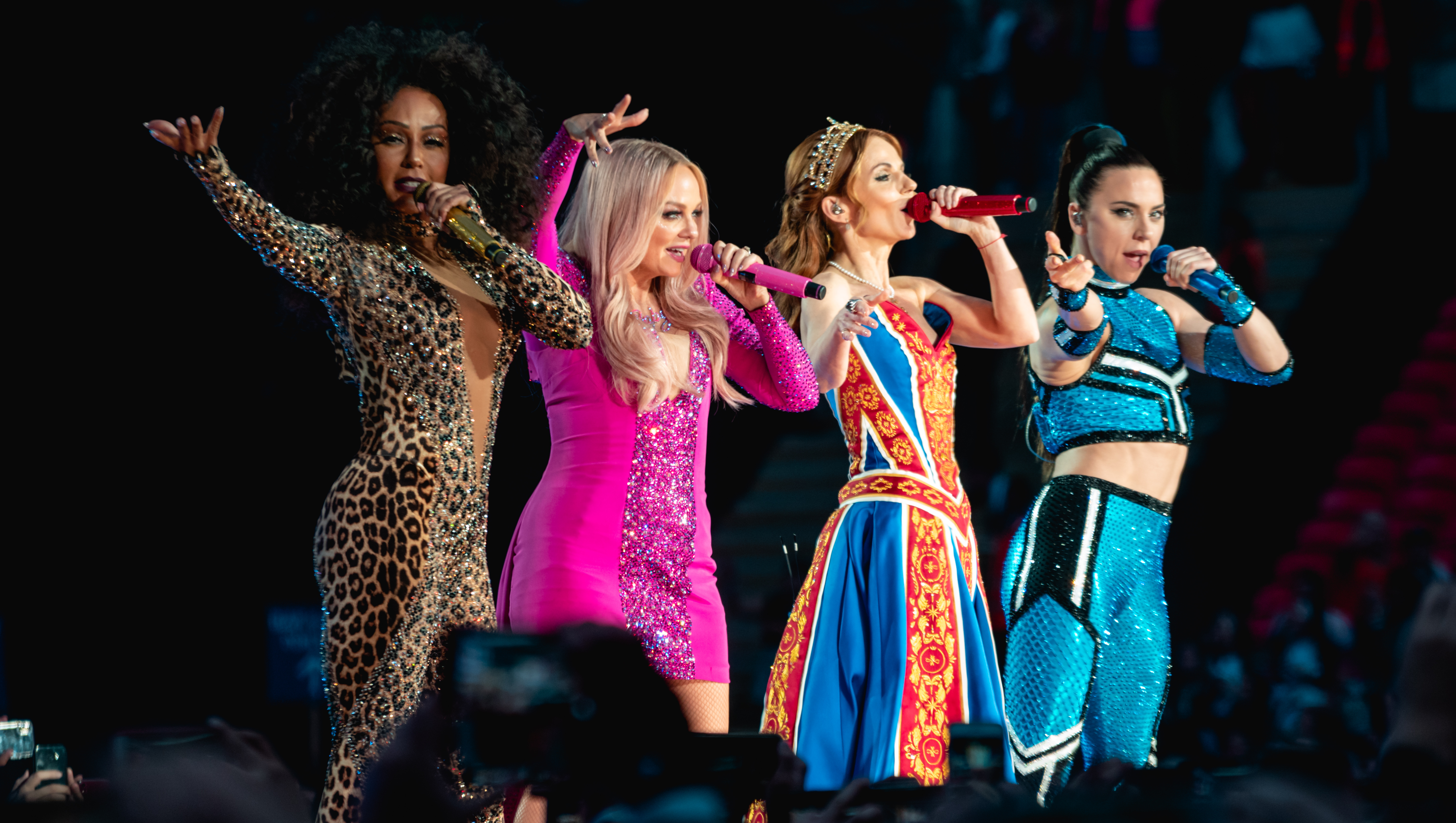
SpiceGirlWembley150619-2

Lista de músicas gravadas pelas Spice Girls são as canções gravadas e lançadas pelo girl group de música pop britânico formado em 1994. O grupo era composto por Emma Bunton, Geri Halliwell, Melanie Brown, Melanie Chisholm  e Victoria Beckham.

## Músicas lançadas
| Título da canção                               | Compositor(es) | Álbum                          | Ano  | Ref.   |
| ---------------------------------------------- | --- | ------------------------------ | ---- | ------ |
| "2 Become 1"                                   | Victoria Beckham Emma Bunton Mel B Melanie C Geri Halliwell Richard Stannard Matt Rowe                                            | Spice                          | 1996 | [ 1 ]  |
| "(How Does It Feel to Be) On Top of the World" | Ian McCulloch |                                | 1998 |        |
| "A Day in Your Life"                           | Victoria Beckham Emma Bunton Mel B Melanie C Eliot Kennedy                                                                        |                                | 1999 | [ 2 ]  |
| "Angels"                                       | Victoria Beckham Heidrun Anna Bjoernsdottir Emma Bunton Mel B Melanie C Geri Halliwell Luc Emile Leroy Stephane Mickael Mace Yann |                                | 2007 | [ 3 ]  |
| "Baby Come Round"                              | Victoria Beckham Emma Bunton Mel B Melanie C Geri Halliwell Richard Stannard Matt Rowe                                            |                                | 1996 | [ 4 ]  |
| "Bumper to Bumper"                             | Victoria Beckham Emma Bunton Mel B Melanie C Cathy Dennis Geri Halliwell Andy Watkins Paul Wilson                                 |                                | 1996 | [ 5 ]  |
| "Christmas Wrapping"                           | Chris Butler |                                | 1998 | [ 6 ]  |
| "Denying"                                      | Victoria Beckham Emma Bunton Mel B Melanie C Geri Halliwell Andy Watkins Paul Wilson                                              | Spiceworld                     | 1997 | [ 7 ]  |
| "Do It"                                        | Victoria Beckham Emma Bunton Mel B Melanie C Geri Halliwell Andy Watkins Paul Wilson                                              | Spiceworld                     | 1997 | [ 7 ]  |
| "Get Down with Me"                             | Victoria Beckham Emma Bunton Mischke Butler Mel B LaShawn Daniels Rodney Jerkins Fred Jerkins III Robert Smith                    | Forever                        | 2000 | [ 8 ]  |
| "Go Go Go"                                     | Victoria Beckham Emma Bunton Mel B Melanie C Richard Stannard                                                                     |                                | 1999 | [ 9 ]  |
| "Goodbye"                                      | Victoria Beckham Emma Bunton Mel B Melanie C Richard Stannard Matt Rowe                                                           | Forever                        | 2000 | [ 8 ]  |
| "Headlines (Friendship Never Ends)"            | Victoria Beckham Emma Bunton Mel B Melanie C Geri Halliwell Richard Stannard Matt Rowe                                            | Greatest Hits                  | 2007 | [ 10 ] |
| "Holler"                                       | Victoria Beckham Emma Bunton Mel B Melanie C LaShawn Daniels Rodney Jerkins Fred Jerkins III                                      | Forever                        | 2000 | [ 8 ]  |
| "If It's Lovin' on Your Mind"                  | Victoria Beckham Emma Bunton Mel B Melanie C Eliot Kennedy                                                                        |                                | 1999 | [ 2 ]  |
| "If U Can't Dance"                             | Victoria Beckham Emma Bunton Mel B Melanie C Geri Halliwell Richard Stannard Matt Rowe                                            | Spice                          | 1996 | [ 1 ]  |
| "If You Wanna Have Some Fun"                   | Victoria Beckham Emma Bunton Mel B Melanie C James Harris III Terry Lewis                                                         | Forever                        | 2000 | [ 8 ]  |
| "It's Only Rock'n Roll (But I Like It)"        | Jagger/Richards |                                | 1999 |        |
| "The Lady is a Vamp"                           | Victoria Beckham Emma Bunton Mel B Melanie C Geri Halliwell Andy Watkins Paul Wilson                                              | Spiceworld                     | 1997 | [ 7 ]  |
| "Last Time Lover"                              | Victoria Beckham Emma Bunton Mel B Melanie C Geri Halliwell Andy Watkins Paul Wilson                                              | Spice                          | 1996 | [ 1 ]  |
| "Let Love Lead the Way"                        | Victoria Beckham Emma Bunton Mel B Melanie C LaShawn Daniels Rodney Jerkins Fred Jerkins III Harvey Mason Jr.                     | Forever                        | 2000 | [ 8 ]  |
| "Love Thing"                                   | Cary Bayliss Victoria Beckham Emma Bunton Mel B Melanie C Geri Halliwell Eliot Kennedy                                            | Spice                          | 1996 | [ 1 ]  |
| "Mama"                                         | Victoria Beckham Emma Bunton Mel B Melanie C Geri Halliwell Richard Stannard Matt Rowe                                            | Spice                          | 1996 | [ 1 ]  |
| "Move Over"                                    | Victoria Beckham Emma Bunton Mel B Melanie C Geri Halliwell Clifford Lane Mary Wood                                               | Spiceworld                     | 1997 | [ 7 ]  |
| "My Strongest Suit"                            | Elton John | Elton John and Tim Rice's Aida | 1999 | [ 11 ] |
| "Naked"                                        | Victoria Beckham Emma Bunton Mel B Melanie C Geri Halliwell Andy Watkins Paul Wilson                                              | Spice                          | 1996 | [ 1 ]  |
| "Never Give Up on the Good Times"              | Victoria Beckham Emma Bunton Mel B Melanie C Geri Halliwell Richard Stannard Matt Rowe                                            | Spiceworld                     | 1997 | [ 7 ]  |
| "One of These Girls"                           | Victoria Beckham Emma Bunton Mel B Melanie C Geri Halliwell Richard Stannard Matt Rowe                                            |                                | 1996 | [ 12 ] |
| "Outer Space Girls"                            | Victoria Beckham Emma Bunton Mel B Melanie C Geri Halliwell Andy Watkins Paul Wilson                                              |                                | 1997 | [ 13 ] |
| "Overnight"                                    | Victoria Beckham Emma Bunton Mel B Melanie C Richard Stannard                                                                     |                                | 1999 | [ 9 ]  |
| "Oxygen"                                       | Victoria Beckham Emma Bunton Mel B Melanie C James Harris III Terry Lewis                                                         | Forever                        | 2000 | [ 8 ]  |
| "Pain Proof"                                   | Victoria Beckham Emma Bunton Mel B Melanie C Eliot Kennedy                                                                        |                                | 1999 | [ 2 ]  |
| "Power of 5"                                   | |                                | 1997 | [ 14 ] |
| "Right Back at Ya"                             | Victoria Beckham Emma Bunton Mel B Melanie C Eliot Kennedy Tim Lever                                                              | Forever                        | 2000 | [ 8 ]  |
| "Saturday Night Divas"                         | Victoria Beckham Emma Bunton Mel B Melanie C Geri Halliwell Richard Stannard Matt Rowe                                            | Spiceworld                     | 1997 | [ 7 ]  |
| "Say You'll Be There"                          | Victoria Beckham Emma Bunton Mel B Melanie C Geri Halliwell Eliot Kennedy                                                         | Spice                          | 1996 | [ 1 ]  |
| "Seven Days"                                   | Victoria Beckham Emma Bunton Mel B Melanie C Geri Halliwell Sheppard Solomon Mark Taylor                                          |                                | 1997 | [ 15 ] |
| "Sleigh Ride"                                  | Leroy Anderson |                                | 1996 | [ 12 ] |
| "Something Kinda Funny"                        | Victoria Beckham Emma Bunton Mel B Melanie C Geri Halliwell Andy Watkins Paul Wilson                                              | Spice                          | 1996 | [ 1 ]  |
| "Song for Her"                                 | Emma Bunton Mel B Geri Halliwell Eliot Kennedy                                                                                    |                                | 2016 | [ 16 ] |
| "Spice Invaders"                               | Victoria Beckham Emma Bunton Mel B Melanie C Geri Halliwell Andy Watkins Paul Wilson                                              |                                | 1997 | [ 17 ] |
| "Spice is Back"                                | Victoria Beckham Emma Bunton Mel B Melanie C Geri Halliwell Greg Hatwell                                                          |                                | 2007 | [ 15 ] |
| "Spice Up Your Life"                           | Victoria Beckham Emma Bunton Mel B Melanie C Geri Halliwell Richard Stannard Matt Rowe                                            | Spiceworld                     | 1997 | [ 7 ]  |
| "Step to Me"                                   | Victoria Beckham Emma Bunton Mel B Melanie C Geri Halliwell Eliot Kennedy                                                         | Spiceworld                     | 1997 | [ 18 ] |
| "Stop"                                         | Victoria Beckham Emma Bunton Mel B Melanie C Geri Halliwell Andy Watkins Paul Wilson                                              | Spiceworld                     | 1997 | [ 7 ]  |
| "Take Me Home"                                 | Victoria Beckham Emma Bunton Mel B Melanie C Geri Halliwell Andy Watkins Paul Wilson                                              |                                | 1996 | [ 19 ] |
| "Tell Me Why"                                  | Victoria Beckham Emma Bunton Mischke Butler Mel B LaShawn Daniels Rodney Jerkins Fred Jerkins III                                 | Forever                        | 2000 | [ 8 ]  |
| "Time Goes By"                                 | Victoria Beckham Emma Bunton Mischke Butler Mel B LaShawn Daniels Rodney Jerkins Fred Jerkins III                                 | Forever                        | 2000 | [ 8 ]  |
| "Too Hot"                                      | Victoria Beckham Emma Bunton Mel B Melanie C Richard Stannard                                                                     |                                | 1999 | [ 9 ]  |
| "Too Much"                                     | Victoria Beckham Emma Bunton Mel B Melanie C Geri Halliwell Andy Watkins Paul Wilson                                              | Spiceworld                     | 1997 | [ 7 ]  |
| "Treasure"                                     | Victoria Beckham Emma Bunton Mel B Melanie C Richard Stannard                                                                     |                                | 1999 | [ 9 ]  |
| "Viva Forever"                                 | Victoria Beckham Emma Bunton Mel B Melanie C Geri Halliwell Richard Stannard Matt Rowe                                            | Spiceworld                     | 1997 | [ 7 ]  |
| "Voodoo"                                       | Victoria Beckham Emma Bunton Mel B Melanie C Geri Halliwell Richard Stannard Matt Rowe                                            | Greatest Hits                  | 2007 | [ 10 ] |
| "Walk of Life"                                 | Victoria Beckham Emma Bunton Mel B Melanie C Geri Halliwell Andy Watkins Paul Wilson                                              |                                | 1997 | [ 13 ] |
| "Wannabe"                                      | Victoria Beckham Emma Bunton Mel B Melanie C Geri Halliwell Richard Stannard Matt Rowe                                            | Spice                          | 1996 | [ 1 ]  |
| "Wasting My Time"                              | Emma Bunton Mel B Melanie C LaShawn Daniels Fred Jerkins III                                                                      | Forever                        | 2000 | [ 8 ]  |
| "Weekend Love"                                 | Victoria Beckham Emma Bunton Mel B Melanie C LaShawn Daniels Rodney Jerkins Fred Jerkins III                                      | Forever                        | 2000 | [ 8 ]  |
| "Who Do You Think You Are"                     | Victoria Beckham Emma Bunton Mel B Melanie C Geri Halliwell Andy Watkins Paul Wilson                                              | Spice                          | 1996 | [ 1 ]  |
| "W.O.M.A.N."                                   | Victoria Beckham Emma Bunton Mel B Melanie C Richard Stannard                                                                     |                                | 1999 | [ 9 ]  |